# Slavice (Licibořice)
Slavice jsou osada a část obce Licibořice v okrese Chrudim. Nachází se asi 1,5 kilometru jihovýchodně od Licibořic. Slavice leží v katastrálním území Licibořice o výměře 9,26 km².

## Historie
První písemná zmínka o vesnici pochází z roku 1567.

## Galerie

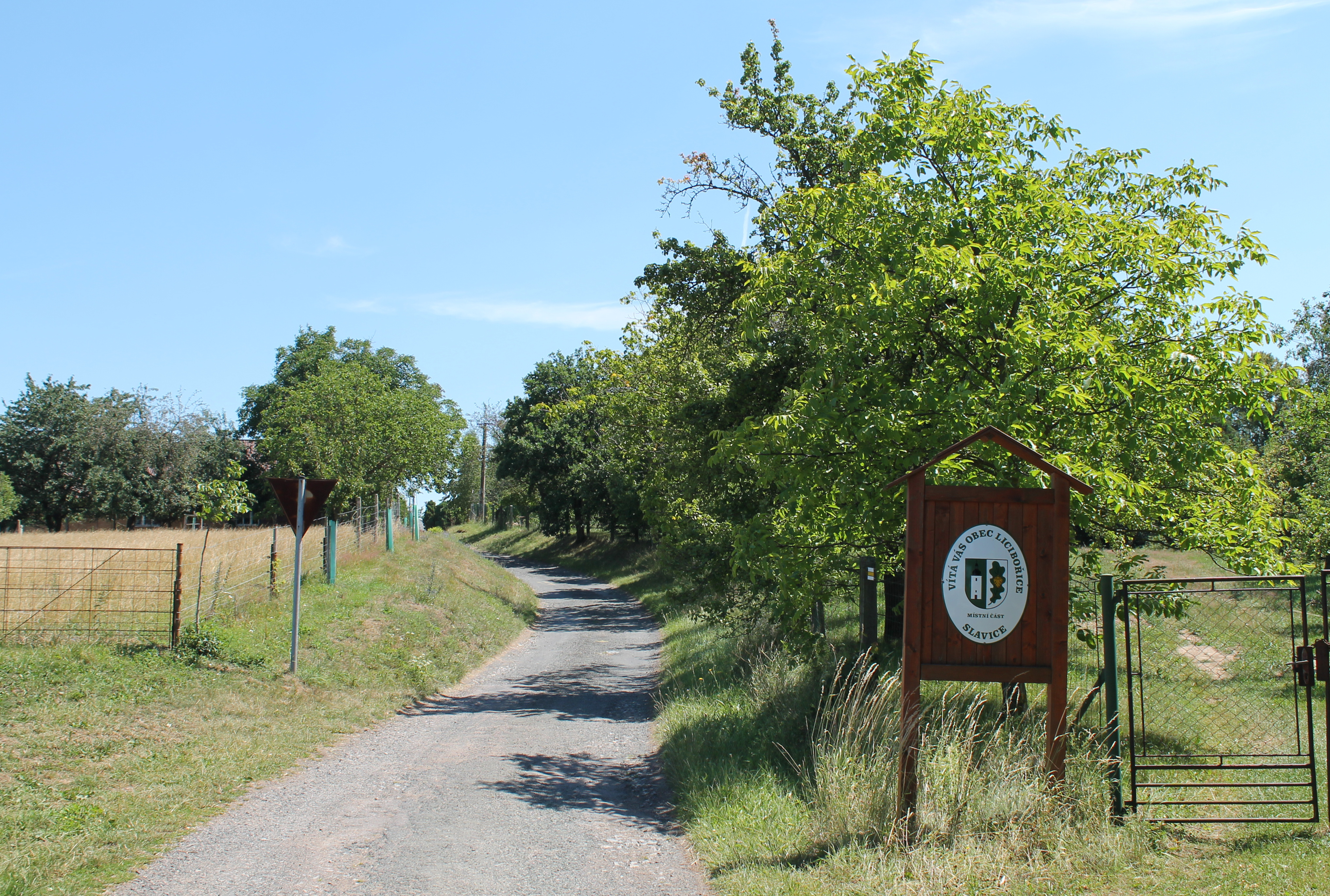
Příjezd do Slavic
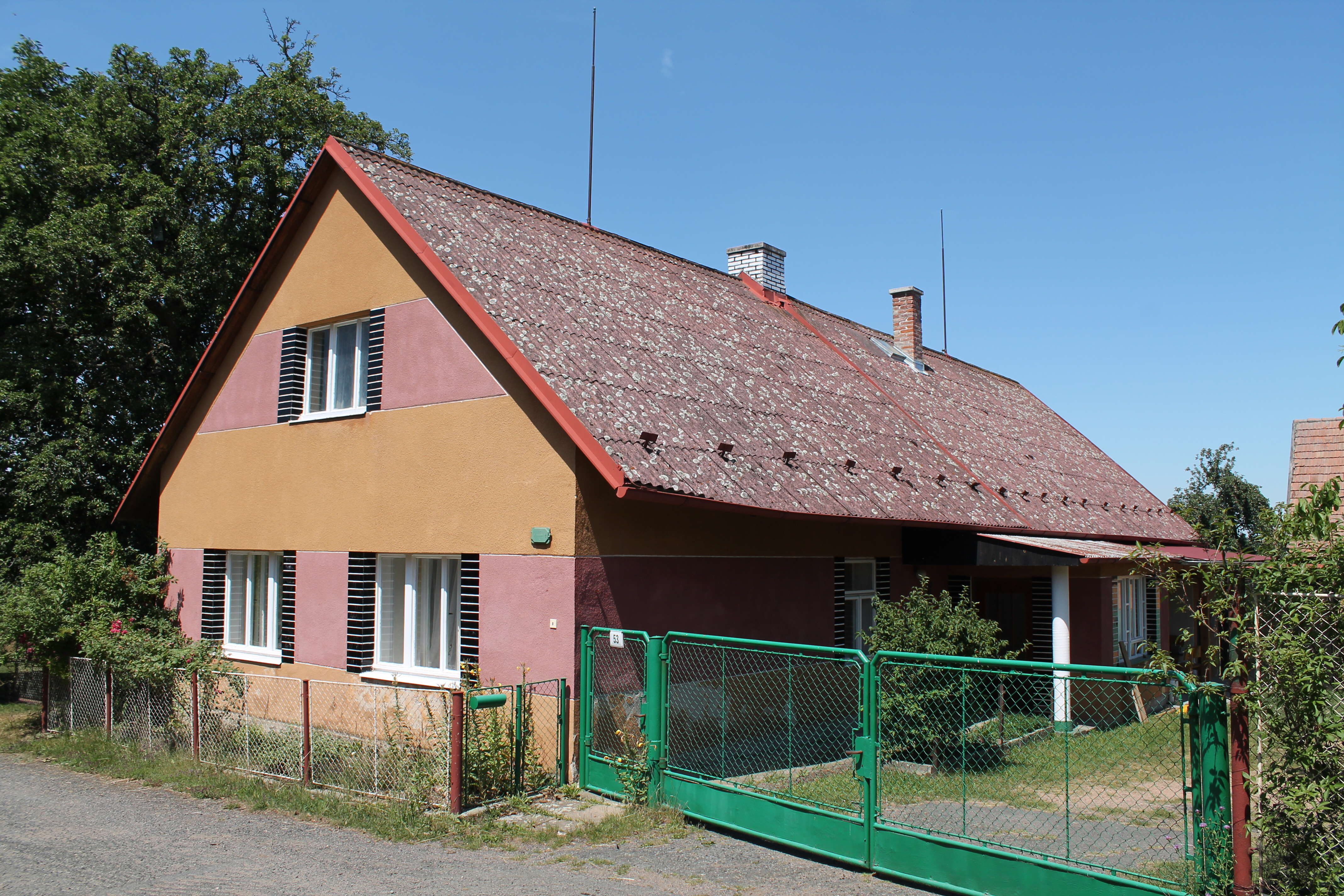
Stavení čp. 53
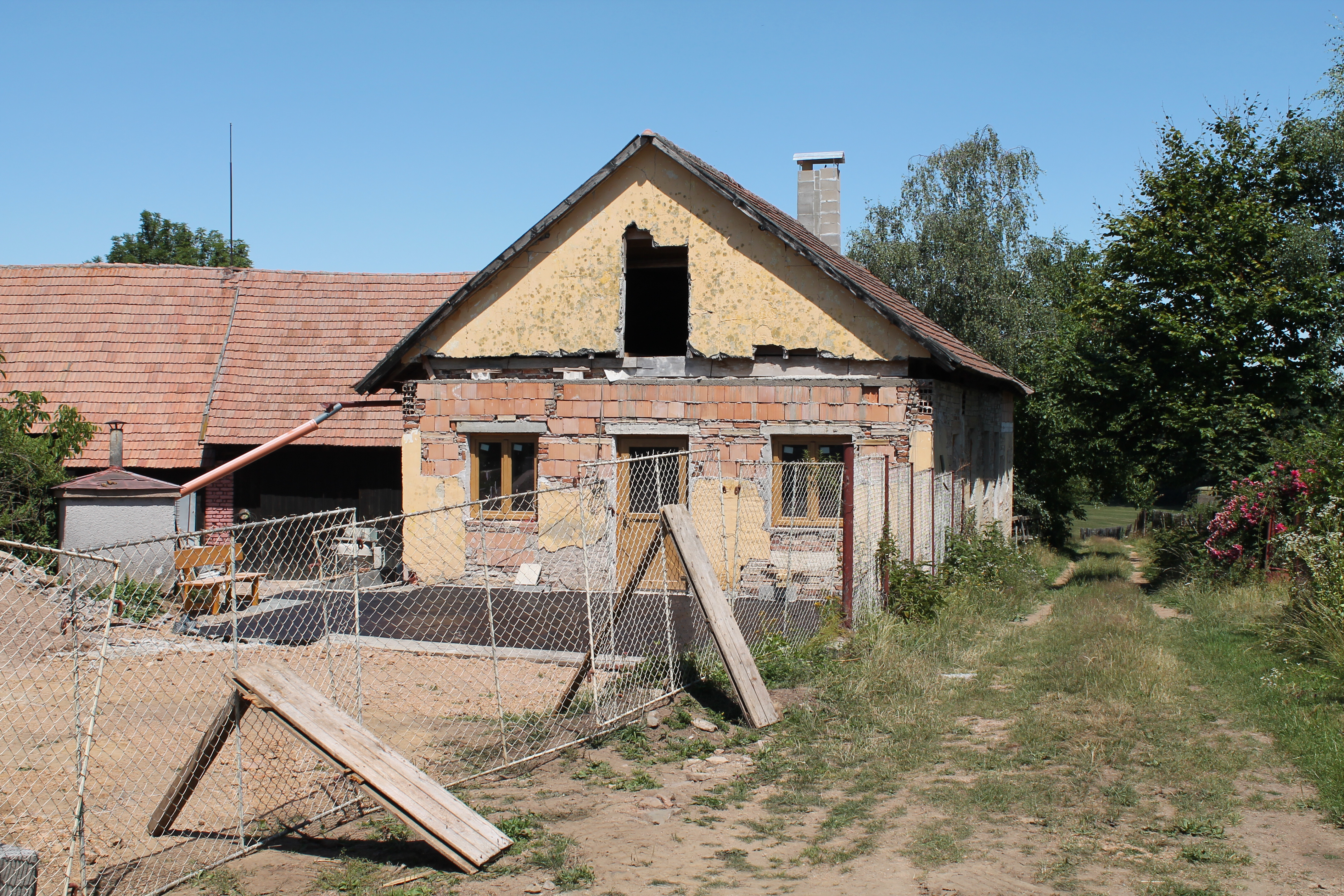
Přestavba hospodářských budov čp. 53
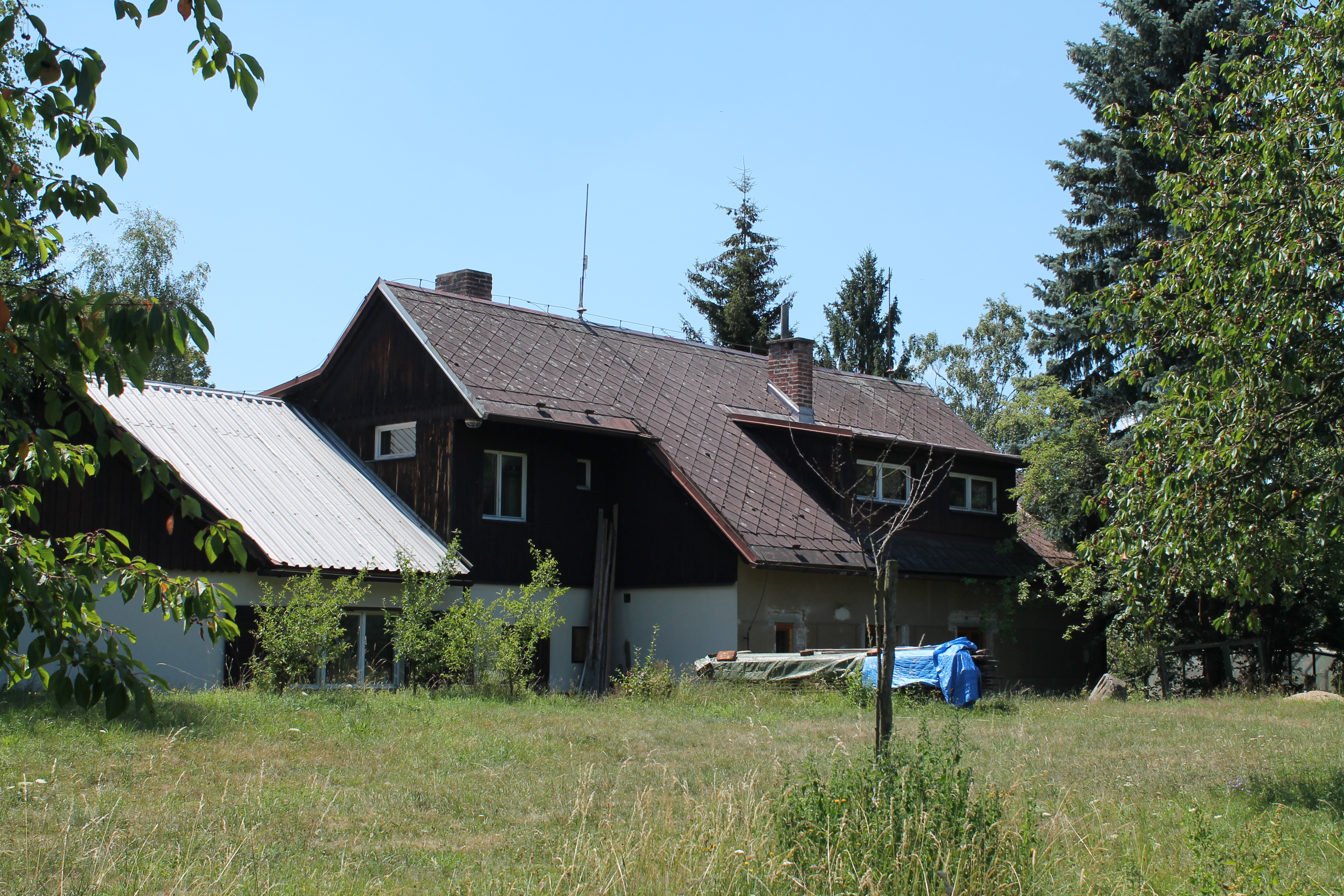
Dům čp. 54
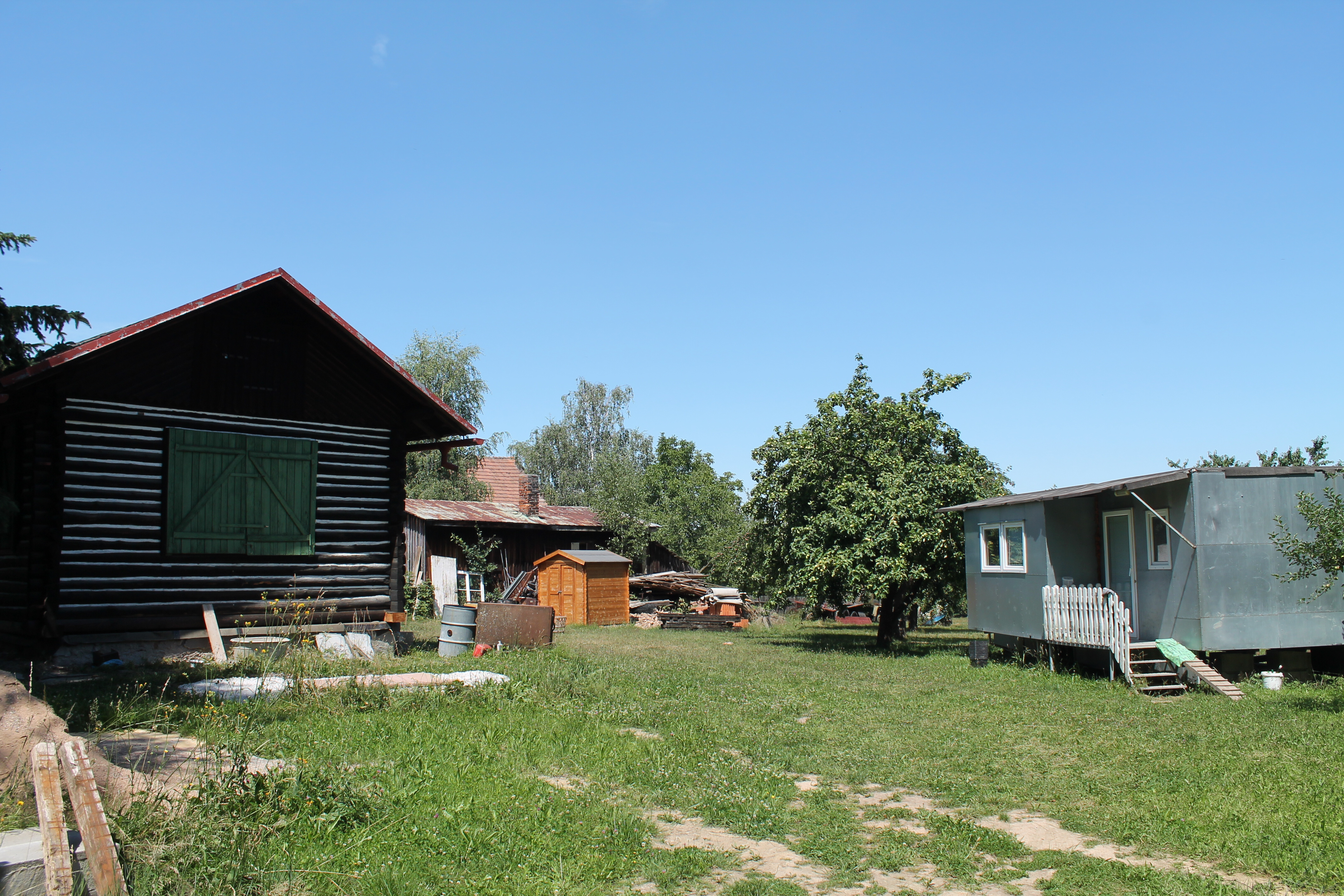
Chaty ve Slavicích